# 1641
| [ Edytuj tabelę ]              | |
| Król Polski                    | - 1632 Władysław IV Waza 1648 |
| Współksiążęta Andory           | - 1634 Pau Duran 1651 - 1610 Ludwik XIII 1643 |
| Król Anglii i Szkocji          | - 1625 Karol I 1649 |
| Elektor Bawarii                | - 1623 Maksymilian I Bawarski 1651 |
| Elektor Brandenburgii          | - 1640 Fryderyk Wilhelm 1688 |
| Sułtan Brunei                  | - 1619 Abdul Jailul Akhbar 1649 - 1625 Muhammad Ali 1660                                                                                         |
| Cesarz Chin                    | - 1627 Chongzhen 1644 |
| Król Czech                     | - 1637 Ferdynand III Habsburg 1657 |
| Król Danii                     | - 1588 Chrystian IV 1648 |
| Dalajlama                      | - 1617 Lobsang Gjaco 1682 |
| Cesarz Etiopii                 | - 1632 Fasiledes 1667 |
| Król Francji                   | - 1610 Ludwik XIII 1643 |
| Król Hiszpanii                 | - 1621 Filip IV 1665 |
| Landgraf Hesji-Kassel          | - 1637 Wilhelm VI Sprawiedliwy 1663 |
| Stadhouder Holandii            | - 1625 Fryderyk Henryk Orański 1647 |
| Szach Iranu                    | - 1629 Safi I 1642 |
| Państwo Wielkich Mogołów       | - 1627 Szahdżahan 1658 |
| Król Irlandii                  | - 1625 Karol I Stuart 1649 |
| Cesarz Japonii                 | - 1629 Meishō 1643 |
| Kalif                          | - 1640 Ibrahim I 1648 |
| Patriarcha Konstantynopola     | - 1639 Parteniusz I 1644 |
| Władca Korei                   | - 1623 Injo 1649 |
| Książę Kurlandii i Semigalii   | - 1587 Fryderyk Kettler 1642 |
| Książę Liechtensteinu          | - 1627 Karol Euzebiusz 1684 |
| Książę Monako                  | - 1612 Honoriusz II 1662 |
| Król Nawarry                   | - 1610 Ludwik XIII 1643 |
| Król Norwegii                  | - 1588 Chrystian IV 1648 |
| Sułtan Omanu                   | - 1624 Nasir ibn Murszid 1649 |
| Elektor Palatynatu             | - 1623 Maksymilian I Bawarski 1648 |
| Papież                         | - 1623 Urban VIII 1644 |
| Książę Parmy i Piacenzy        | - 1622 Edward I 1646 |
| Król Portugalii                | - 1640 Jan IV 1656 |
| Książę w Prusach               | - 1640 Fryderyk Wilhelm Wielki Elektor 1688 |
| Car Rosji                      | - 1613 Michał I 1645 |
| Cesarz Rzymski (niemiecki)     | - 1637 Ferdynand III Habsburg 1657 |
| Kapitanowie Regenci San Marino | - 1640 Giambattista Belluzzi Federico Gozi 1641 - 1641 Giambattista Ricci Pier Antonio Giangi 1641 - 1641 Sforza Cionini Bartolomeo Ceccoli 1642 |
| Elektor Saksonii               | - 1611 Jan Jerzy I Wettyn 1656 |
| Król Szwecji                   | - 1632 Krystyna Waza 1654 |
| Król Tajlandii                 | - 1630 Prasat Thong 1655 |
| Sułtan Turków                  | - 1640 Ibrahim I 1648 |
| Doża Wenecji                   | - 1631 Francesco Erizzo 1646 |
| Król Węgier                    | - 1637 Ferdynand IV 1654 |
| Książęta Wirtembergii          | - 1628 Eberhard III 1674 |

Rok 1641 / MDCXLI
stulecia: XVI wiek ~
XVII wiek ~
XVIII wiek

lata: 1631 «
1636 «
1637 «
1638 «
1639 «
1640 «
1641
» 1642
» 1643
» 1644
» 1645
» 1646
» 1651

## Wydarzenia w Polsce
- 20 sierpnia-4 października – w Warszawie obradował sejm zwyczajny[1].

- Władysław IV Waza odebrał ostatni hołd lenny z Prus Książęcych.

## Wydarzenia na świecie
- 29 czerwca – wojna trzydziestoletnia: bitwa pod Wolfenbüttel.
- 22 listopada – Wielka Remonstracja (Grand Remonstrance) – dokument opracowany przez parlament angielski, który żądał, by doradcami króla byli wyłącznie ludzie akceptowani przez parlament. Jego preambuła wyszczególniała nadużycia władzy królewskiej oraz ich konsekwencje dla państwa. Został odrzucony, co przyśpieszyło wybuch wojny domowej.
- 26 listopada – Irlandzka wojna konfederacka: bitwa pod Julianstown.

## Urodzili się
- 2 lutego – Klaudiusz de la Colombière, francuski jezuita, święty katolicki (zm. 1682)
- maj − Juan Núñez de la Peña, hiszpański historyk (zm. 1721)
- 28 czerwca − Maria Kazimiera d’Arquien, królowa Polski, żona Jana III Sobieskiego (zm. 1716)
- 30 lipca − Regnier de Graaf, holenderski lekarz, anatom i fizjolog (zm. 1673)

## Zmarli
- 3 stycznia − Jeremiah Horrocks, angielski astronom i duchowny (ur. 1618)
- 27 stycznia − Marcin Wadowita, polski teolog, pisarz religijny, profesor, wicekanclerz i dziekan wydziału teologii Akademii Krakowskiej (Uniwersytetu Jagiellońskiego) (ur. ok. 1567)
- 6 kwietnia − Domenichino, włoski malarz i rysownik okresu baroku (ur. 1581)
- 10 maja − Johan Banér, szwedzki feldmarszałek podczas wojny trzydziestoletniej (ur. 1596)
- 6 lipca – Ludwik Burbon-Soissons, jedyny syn Karola Burbona (ur. 1604)
- 10 września – Ambroży Edward Barlow, angielski benedyktyn, męczennik, święty katolicki (ur. 1585)
- 21 listopada − Jan Kasper I von Stadion, administrator urzędu wielkiego mistrza zakonu krzyżackiego w latach 1627–1641 (ur. 1567)
- 9 grudnia − Antoon van Dyck, flamandzki malarz epoki późnego baroku, jeden z najznakomitszych mistrzów niderlandzkich (ur. 1599)
- 13 grudnia – Joanna de Chantal, francuska zakonnica, założycielka wizytek, święta katolicka (ur. 1572)

- data dzienna nieznana: 
  - Krzysztof Bobola, poeta (ur. 1604)
  - Jacob de Gheyn III, miedziorytnik (ur. 1596)
  - Jan Lipski, arcybiskup gnieźnieński i prymas Polski, biskup chełmiński, referendarz wielki koronny (ur. 1589)
  - Adam van Noort, malarz flamandzki, manierysta (ur. 1562)
  - Jan van de Velde, rytownik (ur. 1593)

## Święta ruchome
- Tłusty czwartek: 7 lutego
- Ostatki: 12 lutego
- Popielec: 13 lutego
- Niedziela Palmowa: 24 marca
- Wielki Czwartek: 28 marca
- Wielki Piątek: 29 marca
- Wielka Sobota: 30 marca
- Wielkanoc: 31 marca
- Poniedziałek Wielkanocny: 1 kwietnia
- Wniebowstąpienie Pańskie: 9 maja
- Zesłanie Ducha Świętego: 19 maja
- Boże Ciało: 30 maja